# Plasencia (stacja kolejowa)
Plasencia (hiszp: Estación de Plasencia) – stacja kolejowa w miejscowości Plasencia, w prowincji Cáceres, we wspólnocie autonomicznej Estremadura, w Hiszpanii. Jest obsługiwana przez pociągi Media Distancia (średniego zasięgu) Renfe

## Położenie
Znajduje się na 16,7 km linii Monfragüe – Plasencia, jak stacja końcowa.

## Historia
Stacja została otwarta 26 lipca 1893 wraz z otwarciem do ruchu linii Plasencia-Hervas, linii Plasencia Astorga. Prace zostały przeprowadzone przez Compañía de los Ferrocarriles de Madrid a Cáceres y Portugal. W 1928 roku stacja została przejęta przez Compañía Nacional de los Ferrocarriles del Oeste. w 1941 roku, w wyniku nacjonalizacji całej hiszpańskiej sieci kolejowej weszła w skład nowo utworzonego RENFE.
Od 31 grudnia 2004 Renfe Operadora obsługuje ruch pasażerski, podczas gdy Adif jest właścicielem obiektów kolejowych.

## Linie kolejowe
- Monfragüe – Plasencia

## Połączenia
| Linia MD | Pociągi            | Z/Do                    |  | Do/Z                     |
| -------- | ------------------ | ----------------------- |  | ------------------------ |
|          | Intercity          | Madrid-Atocha Cercanías |  | Huelva Zafra             |
|          | Intercity          | Madrid-Atocha Cercanías |  | Badajoz                  |
| 52       | MD Regional Exprés | Madrid-Atocha Cercanías |  | Mérida Cáceres Plasencia |